# ОШ „Владимир Назор” Ђурђин
ОШ „Владимир Назор” у Ђурђину, насељеном месту на територији града Суботице, државна је образовна установа, основана 1878. године. Школа носи име по Владимиру Назору, хрватском и југословенском књижевнику.
Нова зграда школе са пет учионица изграђена је 1952. године. Kабинетска настава се данас одвија на српском и хрватском језику у дванаест одељења. У оквиру школе налази се вртић, те су и та деца укључена у све школске активности.